# Echinothrix calamaris
Echinothrix calamaris is een zee-egel uit de familie Diadematidae aka sproetelcalamaris.
De wetenschappelijke naam van de soort werd in 1774 gepubliceerd door Peter Simon Pallas.